# Tanja Gutmann
Tanja Gutmann (* 3. April 1977 in Aarberg, Kanton Bern) ist eine Schweizer Schauspielerin, Model, Moderatorin und war Miss Schweiz 1997.

## Biografie
Im Herbst 1997 wurde Tanja Gutmann zur Miss Schweiz gewählt. Von 1998 bis 2001 besuchte sie die Schauspielschule European Film Actor School (EFAS) in Zürich. Sie ist Mutter eines Sohnes (* 2014).

## Berufsweg
Ab 2001 spielte Gutmann in mehreren deutschen Fernsehproduktionen, so auch in der ARD-Vorabendserie Zwei Engel für Amor. 2001 sammelte sie ihre ersten Erfahrungen als Moderatorin der Musiksendung Lemon auf Tele M1. 2004 moderierte sie das Coop-TV-Magazin auf SF 1. Ab Herbst 2006 moderierte sie die Nachrichtensendung beim Berner Lokal-TV-Sender TeleBärn. Ab 2008 trat sie regelmässig auch an Events als Moderatorin in Erscheinung. Ab 2009 bis Mitte 2010 moderierte sie erneut für Tele M1.
2010 begann Gutmann als Redaktorin bei der nationalen Produktionsfirma FaroTV für das TV-Tiermagazin Tierische Freunde zu arbeiten. Im Herbst 2010 wurde sie zudem vom Schweizer Fernsehen als Nachfolgerin von Susanne Kunz für die Aussenmoderation der Schweizer Samstagabendshow Happy Day auf SF 1 verpflichtet.
2012 moderierte Gutmann an der Seite von Nina Heinemann beide Staffeln des Reise-Magazins Die HolidayChecker auf Sat.1 Schweiz.

## Filmografie
- 2004: Kalter Frühling (Fernsehfilm)
- 2006: Rosamunde Pilcher: Sommer des Erwachens (Fernsehreihe)
- 2006: Alarm für Cobra 11 – Die Autobahnpolizei (Fernsehserie, Folge Außer Kontrolle)
- 2006: Die Rosenheim-Cops – Der Wolf im Schafspelz
- 2006: Zwei Engel für Amor (Fernsehserie, 12 Folgen)
- 2008: Dell & Richthoven (Fernsehserie, eine Folge)
- 2009: Inga Lindström: Der Erbe von Granlunda (Fernsehreihe)